# St. Martin in Passeier
St. Martin in Passeier (wł. San Martino in Passiria) – miejscowość i gmina we Włoszech, w regionie Trydent-Górna Adyga, w prowincji Bolzano.
Liczba mieszkańców gminy wynosiła 3111 (dane z roku 2009). Język niemiecki jest językiem ojczystym dla 98,74%, włoski dla 1,23%, a ladyński dla 0,04% mieszkańców (2001).